# Agroeca mongolica
Espèce
Agroeca mongolica est une espèce d'araignées aranéomorphes de la famille des Liocranidae.

## Distribution
Cette espèce se rencontre en Mongolie, en Chine et en Corée du Sud.

## Étymologie
Son nom d'espèce lui a été donné en référence au lieu de sa découverte, la Mongolie.

## Publication originale
- Schenkel, 1936 : Schwedisch-chinesische wissenschaftliche Expedition nach den nordwestlichen Provinzen Chinas, unter Leitung von Dr Sven Hedin und Prof. Sü Ping-chang. Araneae gesammelt vom schwedischen Artz der Exped. Arkiv för zoologi, sér. A, vol. 29, no 1, p. 1-314.